# 魏子平
魏子平（12世纪—1186年），字仲均，金朝官员。弘州（今河北省阳原县）人，金世宗时参知政事。
完颜亮时，登进士第，为五台主簿，官至太府监。金世宗即位，授魏子平为户部侍郎。大定二年（1162年），随仆散忠义攻打南宋，掌管运送军粮。升任户部尚书。大定八年（1168年），拜为参知政事。他处事镇静识大体，于朝政多有匡正。建议按物力多寡出赋，招募材勇骑射之士以充戍守，使贫富各得其所，官得戍守之人。大定十一年（1171年）出为南京（今河南省开封市）留守，后来担任平阳（今山西省临汾市）尹。致仕。大定二十六年（1186年），魏子平卒。

## 延伸阅读
[在维基数据编辑]
 《金史/卷89》，出自脱脱《遼史》